# Metroseksualizm
Metroseksualizm, metroseksualność, styl metro – neologizm z 1994 roku pochodzący od słów „metropolia” i „heteroseksualizm”, opisujący styl życia upowszechniany wśród młodych mężczyzn przez współczesną kulturę masową, w którym szczególną rolę odgrywa skupienie na własnej cielesności, podążanie za modą, korzystanie ze zdobyczy kosmetologii, przywiązywanie wagi do własnej atrakcyjności – cechy dotychczas kojarzone z kobiecością. Z metroseksualizmem kojarzone są również takie cechy osobowości, jak wrażliwość i delikatność, ciepło i zdolność do empatii. Zainteresowania mężczyzny metroseksualnego skupiają się w dużym stopniu wokół sztuki i nauk humanistycznych, a aktywność sportowa ma na celu w większym stopniu zachowanie kondycji aniżeli przyrost masy mięśniowej.
Terminem „metroseksualista” po raz pierwszy posłużył się felietonista Mark Simpson, opisując 15 września 1994 w „The Independent” stereotyp zakochanego w sobie mężczyzny, mieszkańca wielkiego miasta, konsumenta idealnego z punktu widzenia koncernów kosmetycznych czy odzieżowych. Mężczyzna metroseksualny w powszechnym rozumieniu to taki, który używa tylko markowych kosmetyków, często korzysta z usług kosmetyczki, stosuje manicure, żeluje włosy, odwiedza solarium, doskonale zna się na modzie oraz regularnie usuwa owłosienie ze swojego ciała, ponieważ uważa je za zbędne. Przeciwieństwem metroseksualisty jest stereotyp macho.
Za przyczynę upowszechniania się metroseksualizmu uznaje się konsekwentną politykę marketingową wytwórców produktów kosmetycznych i odzieżowych, prowadzącą do zwiększenia zainteresowania męskiej części populacji ich produktami.